# Forno di Zoldo
Forno di Zoldo (velenceiül For) település Olaszországban, Veneto régióban, Belluno megyében.  Forno di Zoldo Castellavazzo, Cibiana di Cadore, La Valle Agordina, Ospitale di Cadore, Zoldo Alto, Longarone, Vodo di Cadore és Zoppè di Cadore községekkel határos.

## Népesség
A település lakossága az elmúlt években az alábbi módon változott: